# Hsua
Hsua é um gênero extinto de plantas vasculares do período Devoniano. O nome do gênero homenageia o paleobotânico chinês Jen Hsü (徐仁 ).

## Registros fósseis
A espécie Hsua robusta está muito bem preservada em chertes e fósseis de compressão na formação Xujiachong, em Iunã, na China. Fósseis da espécie Hsua deflexa foram encontrados na mesma formação. Estes fósseis são datados do Devoniano Inferior (Pragiano até o Emsiano, por volta de 410 até 390 milhões de anos atrás).

## Descrição
O Gametófito é desconhecido neste gênero.
Na espécie Hsua deflexa, o eixo principal se rastejava com os eixos laterais perpendiculares a ele. Os eixos tinham pontas espinhosas.